# Почаївська Успенська лавра
Почаївська Успенська лавра  — православний чоловічий монастир у Почаєві, Кременецький район, Тернопільська область, зі статусом лаври. Контролююється УПЦ (МП) . Найбільша православна святиня на заході України. Тривалий час — василіянська обитель. На території лаври розташована Почаївська духовна семінарія

## Історія

### Православний період, Іов Почаївський
Монастир заснували ченці Києво-Печерського монастиря, які втекли від нападу татар у 1240. Вперше згадується в документах у 1527.
У 1597 р. українська шляхтянка Анна Гойська, власниця Почаїва та довколишніх сіл, профондувала святиню, яка запустіла після татарських нападів, та подарувала монастиреві чудотворну ікону Матері Божої, яку привіз на Волинь 1559 року грецький митрополит Неофіт. Розквіт монастирського життя тут пов'язаний з діяльністю ігумена Йова Заліза (1550–1651 р.), який преобразив обитель — ввів общинножиття монахів, оточив обитель огородою, створив типографію. 1649 року коштом Федора та Єви Домашевських зведено кам'яний храм в монастирі. Одна з святинь — Почаївська ікона Божої Матері; у 1675 р. завдяки молитві до цієї ікони турецько-татарські завойовники відступили від монастиря (події присвячена дума «Ой, зійшла зоря вечоровая»).
У липні 1651 року ченці прихистили в монастирі представників козацької старшини та шляхтича Завадського, однак їх під час переслідування відступаючих виявили князь Єремія Вишневецький та польний коронний гетьман Марцін Калиновський, після чого віддали наказ відрубати козакам голови, а Завадського — розстріляти.

### Греко-католицький період
З 1713 до 1832 року Почаївський монастир належав до греко-католицької церкви, до Чину Святого Василія Великого (ЧСВВ, василіянського).
Стан споруд монастиря вимагав реконструкції.[джерело?] Після чисельних нарад для перебудови монастиря прийняли проєкт архітектора із Сілезії Ґотфріда Гофмана (представник епохи бароко), з яким 20 лютого 1771 року уклали контракт на будівництво нового храму. 3 липня 1771 р. урочисто закладений перший (наріжний) камінь. У цей час був зруйнований давній храм Святої Трійці, виконаний у стилі української національної архітектури, хоча проектований собор Гофмана зводили в іншому місці. 1791 р. закінчили побудову монастиря, 8 вересня образ урочисто внесли в нову святиню. 8 вересня 1773 о. Сильвестр Рудницький (після визнання чудотворною Папою Римським Климентом XIV) провів обряд коронації ікони Богоматері в дерев'яній каплиці, зведеній за проєктом архітектора, кам'янецького коменданта Яна де Вітте.

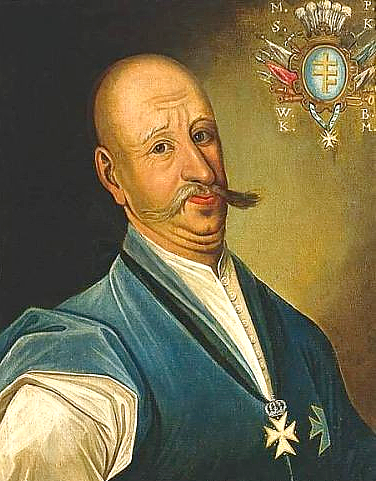
Меценат, ктитор Микола Василь Потоцький

Почаївський монастир

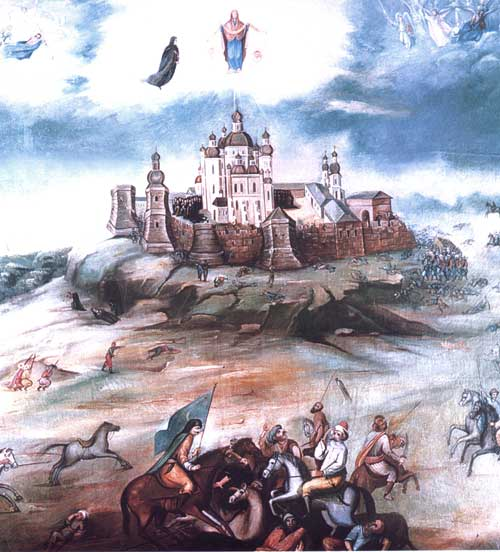
Почаївський монастир у 1800 р.

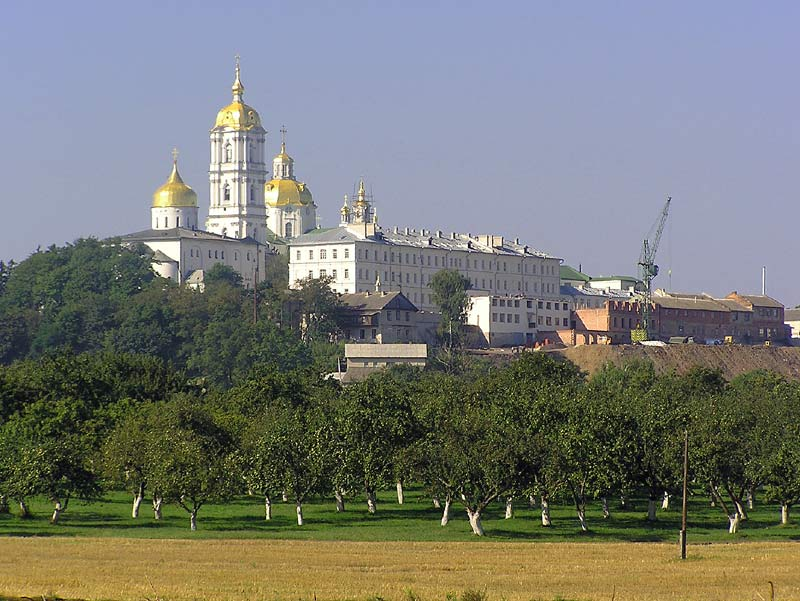
Почаївська лавра. 2005 р.

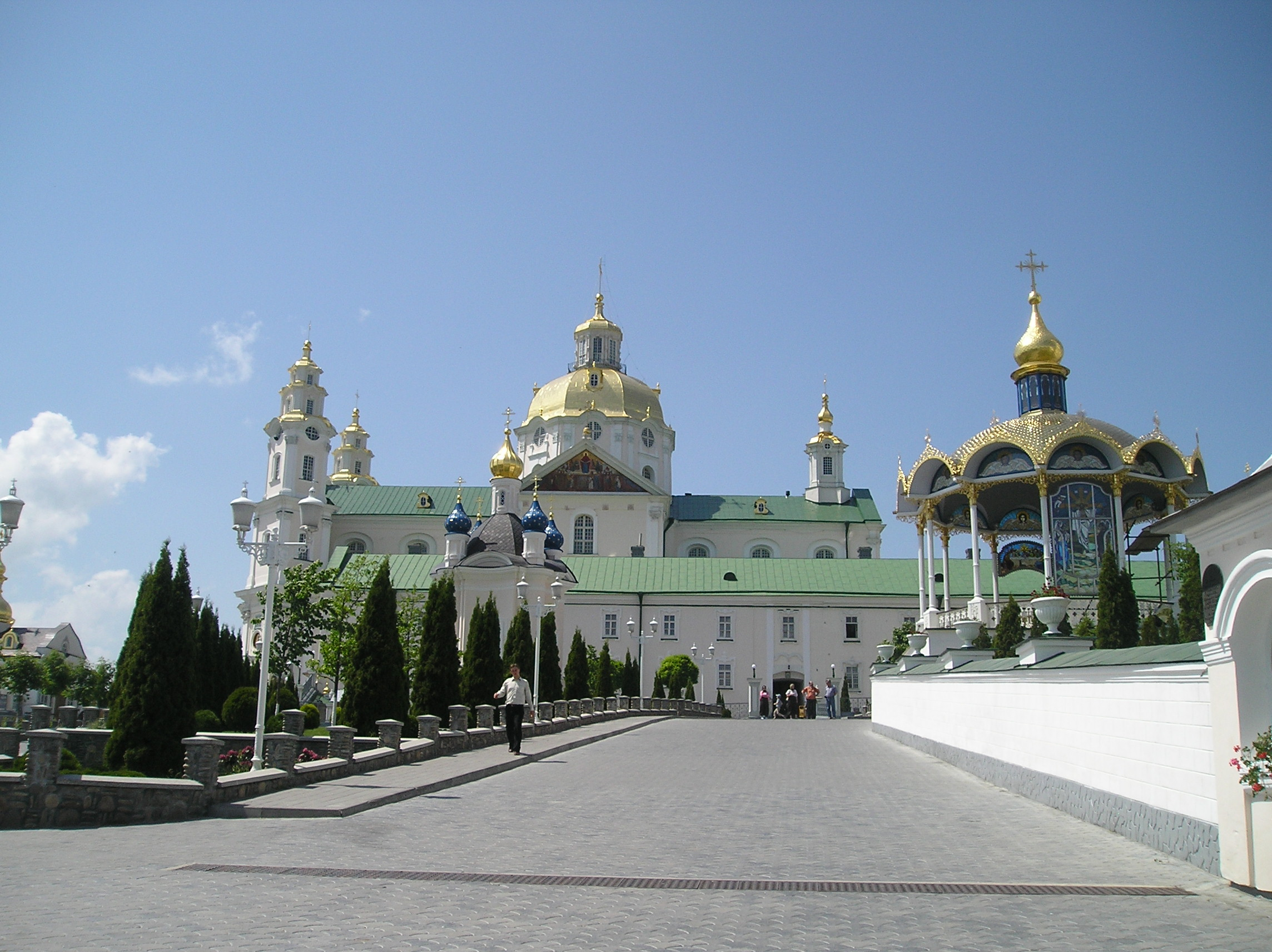
Вид на Успенський собор і літній вівтар

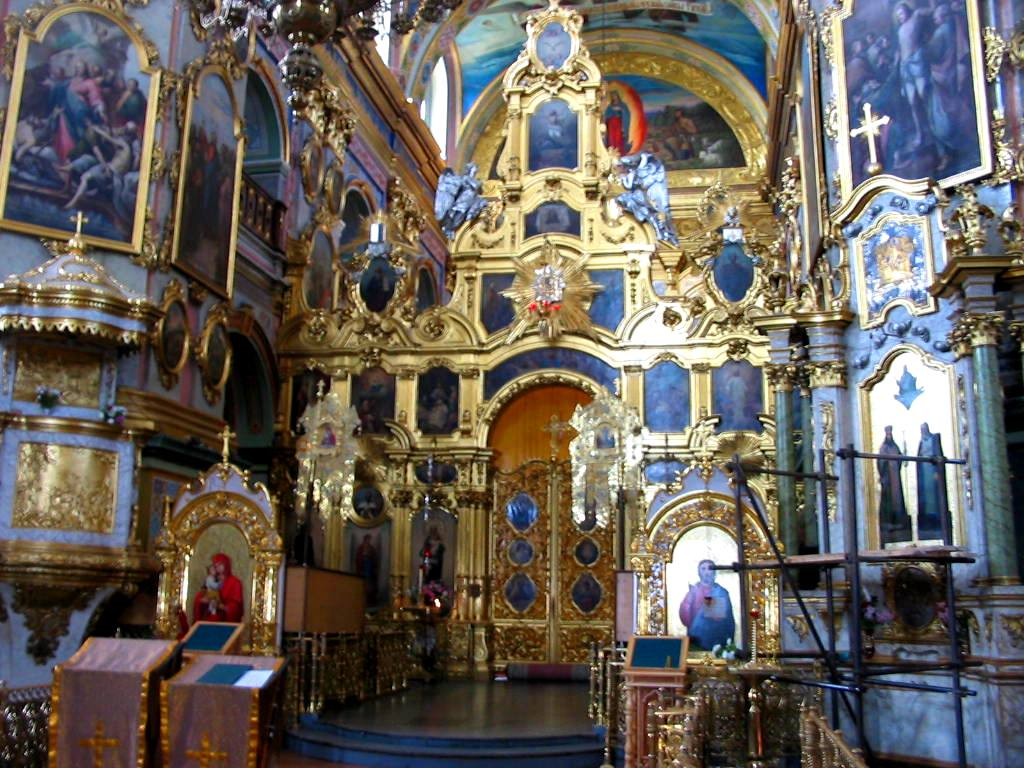
Матвій Полейовський. Казальниця (зліва), іконостас Успенського собору

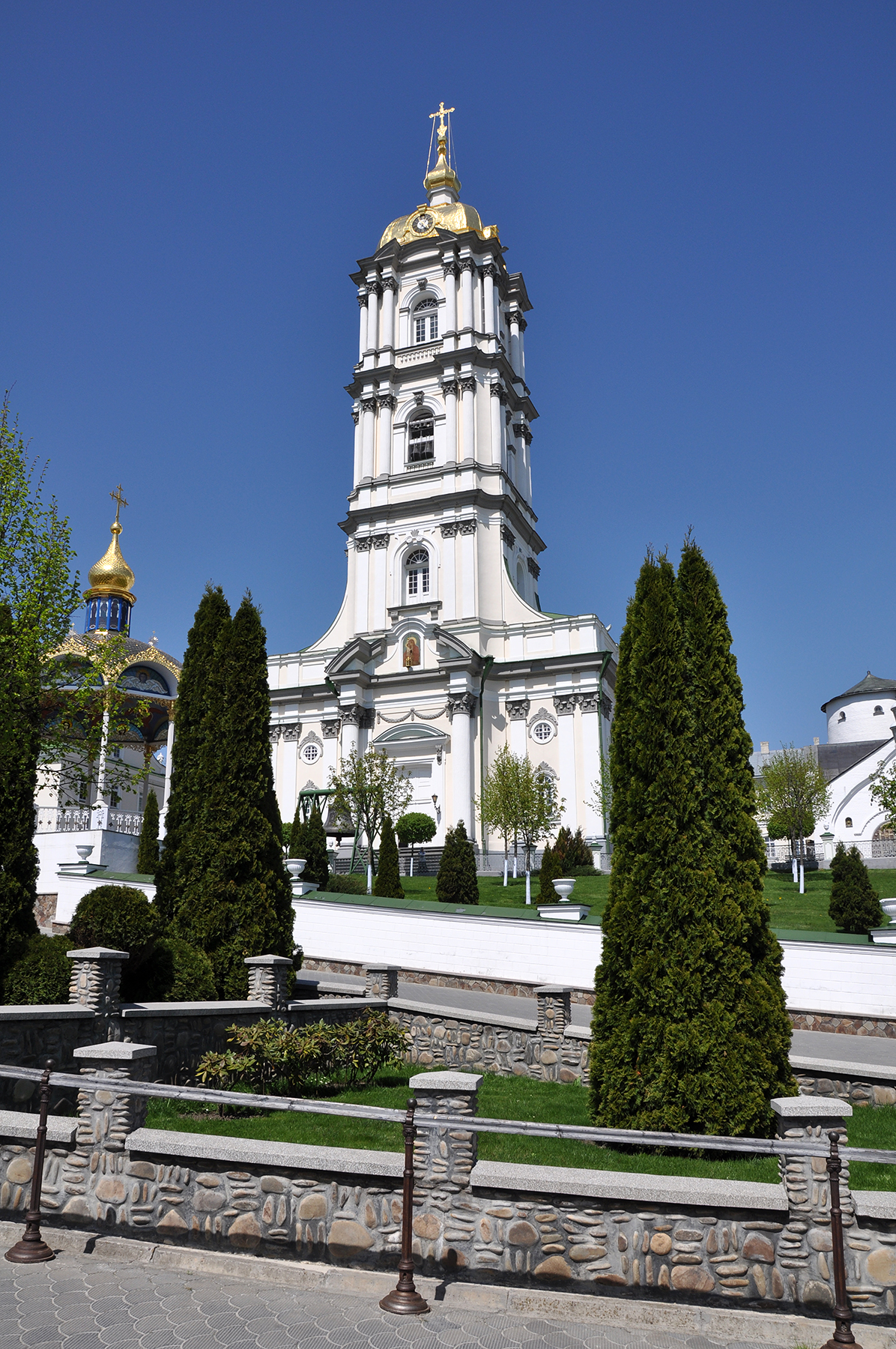
П'ятиярусна дзвіниця заввишки 65 метрів

Перебудову церкви та монастиря оо. Василіян у Почаєві оплатив Микола Василь Потоцький (як фундатор був похований, згідно з тодішнім звичаєм, у крипті під церквою, зліва від головного входу в собор). Причиною уваги Потоцького до монастиря став випадок із невдалою спробою вбивства графом свого кучера, через перевернену ним карету. Кілька спроб пострілів — не відбулися, а порятунок жертви у свідомості графа виявився пов'язаний із молитвою кучера у мить небезпеки, адже до цього випадку вогнепальна зброя Потоцького була надійною. З того часу, граф став найбільшим жертводавцем Лаври, сукупно виділивши на її потреби більше 2 200 000 злотих та передаючи за життя частину прибутків від своїх маєтків. Крім того, Потоцький особисто здійснював контроль за будівництвом, всіляко йому сприяючи. Мав у монастирі свій будинок, якому заповів поселення Срібна і все власне майно.
Монастир найбільше розбудували, коли належав до Василіянського Чину (греко-католицькоі церкви). Зокрема, спорудили головний храм Лаври — Святоуспенський. У загальних рисах проєкт собору підготував Ґотфрид Гофман — його вважають автором проєкту. Подальшу роботу з будівництва храму здійснювали львівські зодчі та скульптори — брати Петро (пом. бл. 1780) та Матвій (бл. 1720 — бл. 1800) Полейовські, брав участь український архітектор Франциск Ксаверій Кульчицький, під керівництвом якого збудували протягом 1771–1783 років трапезну, сформували під Успенським собором терасу з парапетом. Загальна композиція комплексу — терасна, будівлі розміщені на схилах з поступовим підвищенням до головного акценту — Успенського собору. Головний фасад за католицькою традицією прикрашають дві вежі під кутом 45° до головної осі, що підкреслює всефасадність собору — характерну рису українських церков. Первісний вівтар схожий на католицькі, з колонами та статуями на них (зберігся малюнок вівтаря Успенського собору, автор — Тарас Шевченко, 1846 р., див. далі). Загалом композиція з однією центральною банею на восьмерику і двома бічними вежами схожа на катедральну церкву в Холмі та співзвучна найкращим зразкам козацького бароко — соборам Чернігівського Троїцького та Мгарського (біля Лубен) монастирів на Полтавщині. Прикметою Успенського собору є його орієнтація вівтарем на північ, а не на схід.
З 1730 року в Лаврі року діяла Почаївська друкарня, з якої вийшло 187 книжок, серед яких «Богогласник» (1790-91) — найбільша збірка духовних кантів.
У 1807–1810 роках Лука Долинський оформляв інтер'єр Успенської церкви Почаївського монастиря: ікони для іконостасу, великих та бічних вівтарів, розписи «Чудес Христових» на пілястрах, настінний живопис, пов'язаний з історією монастиря (замінений за вказівкою царя Олександра II 1861 року).
Під час шляхетського листопадового повстання 1830—1831 років ченці прихильно поставилися до антимосковських повстанців: допомогли провіантом, кіньми, фуражем, грішми; 9 ченців-василіян, 45 монастирських підданих приєдналися до шляхетського війська.
Одним з ігуменів у цей період був о. Ієронім (Дунаєвський).

### Синодальний період
25 жовтня 1831 року монастир перейшов у відання Православної Російської Церкви (тут розмістилася кафедра Волинської єпархії РПЦ). У 1833 році обитель отримала статус «лаври» з присвоєнням четвертого місця серед монастирів Російської імперії. У синодальний період священноархимандритами Почаївської лаври були Волинські (1840–1860-х роках — Варшавські) архієреї. На початку 1840-х років Лавра була місцеперебуванням Острозького вікарія.
У Соборному храмі Успіння Божої Матері зробили два бокових вівтаря: в ім'я святого Миколая Чудотворця (1842), інший 1859 року в честь святого Олександра Невського. Над царськими воротами в зірковому кіоті помістили чудотворну Почаївську ікону Божої Матері. В печерному храмі Святої Трійці в срібній раці, влаштованій в 1842 році графинею Анною Алєксєєвною Орловою-Чєсменською, спочивали мощі преподобного Іова Почаївського. При Лаврі була іконописна майстерня, школа для навчання різних ремесел, три готелі, лікарня для прочан.
Монастир став оплотом русифікації регіону, після указу Миколи II 1905 — осередком діяльності чорної сотні. Зокрема, тут друкували антиукраїнський «Почаевский листок» — «речник» «Союзу російського народу».

### Часи Першої світової війни та національно-визвольних змагань (1914—1920)
Під час Першої світової війни 1914–1918 років з Лаври вивозилося все, що представляло хоч якусь цінність: від дзвонів до архіву, бібліотеки, свічного заводу. Чудотворний Почаївський образ Божої Матері, мощі преподобного Іова в срібній раці були доставлені в Житомир (пробули до 1918 року). Більша частина братії була евакуйована до Святогірської пустині Харківської єпархії. В Почаївській обителі побажали залишитися 18 чоловік; представники австро-угорського війська, що зайняли монастир в серпні 1915 року, відправили їх в Угорщину в табір полонених, обитель обібрали наскільки було можливо. В травні 1916 року, внаслідок Брусиловського наступу в Галичині, в Почаїв входять російські війська. В Лаврі відновлюється православне богослужіння, повертаються ікони, починає налагоджуватися господарське життя обителі.
Під час Української революції навколо Лаври не затихали бої. Насельники сховали більшість із святинь Лаври, самі трудилися, маючи лише мізерні запаси. На початку 1919 року Лавра була захоплена більшовиками: розграбували те останнє майно, що залишалося, кровопролиття не було.

### У Польській республіці
8 вересня 1920 р. захід Волині, зокрема Почаїв та околиці, були окуповані поляками, офіційно увійшли до Польської республіки. До 1939 року монастир належав Польщі, входив до складу Польської православної церкви. Існуванню Лаври, як православній обителі, загрожувала «ревіндикація» — передача храмів Римо-Католицькій Церкві; проти виступила вся православна спільнота, святині відстояли. З 1925 року в монастирі діяла монашеська школа, ряд господарських закладів, що свідчило про деякий духовний та господарський підйом.

### Воєнні роки та період окупації СРСР
1939 р. після договору Молотова-Рібентропа між Нацистською Німеччиною та СРСР про приєднання західних регіонів України до СРСР, лавра увійшла в молитовне спілкування з Російською церквою. В Лаврі звершувалися єпископські хіротонії, в тому числі лаврських насельників Веніаміна (Новицького), Димитрія (Магана), для різних міст України. Влада забрала в лаври типографію, іконописну майстерню, іночеську лікарню, монастирський млин, архиєрейський дім, свічний завод разом з полями, лісами, садами та господарським інвентарем. Та монастир жив.
Під час гітлерівської окупації в ході Другої світової війни Лавра належала до канонічної Української автономної православної церкви, що зберегла спілкування з Московською Патріархією. Тут мав своє місцеперебування постриженик Лаври владика Веніамін (Новицький), проводилися пастирські курси.
У період радянської окупації була позбавлена багатьох угідь і можливостей, Лавра продовжувала бути опорою Православ'я, тут подвизалися святі — преподобні Амфілохій Почаївський, Кукша (Величко) 1960 рр. Лавра витримала нову хвилю антирелігійних гонінь, не була закрита. Зокрема, було ув'язнено архимандрита Аліпія, який помер в тюрмі. В наступні десятиліття радянського режиму влада знову неодноразово намагалися закрити монастир. В цей період священноархимандритами Лаври були Львівські архиєреї.
З 1988 до листопада 1990 року намісником Лаври був майбутній Митрополит Київський (з 13 серпня 2014) Онуфрій (Березовський).

### Після здобуття Незалежності України

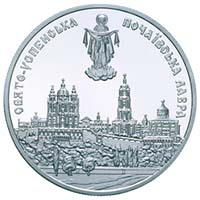
Пам'ятна монета НБУ присвячена лаврі (реверс)

Після розвалу СРСР Лавра розширила діяльність: відкрився лаврський Свято-Духівський скит, в місті Крем'янець Лаврі була повернена будівля музею, з 1991 року відновилися лаврські освітні заклади — пастирські курси, духовне училище — з 1994 року як Духовна семінарія. З 1990 року намісники Лаври зазвичай знаходяться в єпископському сані, з титулом Почаївський, вікаріїв Тернопільської, з 2000 року — Київської єпархії. З 1996 року Лавра є ставропігіальним монастирем РПЦвУ.
Напередодні розвалу СРСР патріотично налаштованих монахів-українців замінили росіянами, молдаванами, представниками інших національностей. У 1992 році проросійськи налаштовані монахи вигнали намісника єпископа Якова (Панчука) за його прагнення українізувати Лавру та добитися автокефалії церкви. Лаврська монашеська братія воліла залишитися у складі РПЦ, йдучи на конфлікт з єпископом Яковом — тодішнім намісником, що дотримувався протилежної думки: «На протяжении нескольких месяцев Иаков вел закулисную работу по обработке братии, абсолютное большинство которых были украинцами, взывал их к националистическим чувствам (мы, мол, живем ни в Риме, ни в России, будем петь и читать по-украински)… Вскоре Панчук был лишен сана и затем попал под анафему. Новым наместником Лавры был избран иероманах Федор».
На місце єпископа Якова (Панчука) обрали ієромонаха Феодора (Гаюна) (з 1992 року єпископ). У 1996 році його змінив на посаді намісника архімандрит Володимир (у світі Віорел) Мороз (з 2000 року єпископ), за якого відбулося відновлення Успенського собору[джерело?], реставрація дзвіниці, вимощення двору перед Троїцьким собором, побудова нового Преображенського собору і нової дзвіниці, відновлення паломницьких і господарських будівель. Преображенський собор було завершено в 2013 р., він має 33 бані, всередині мозаїку на стінах та стелі, позолоту, велетенські люстри, висоту на 14 метрів вищу, ніж Успенська Лавра. Його звели, щоб приймати більшу кількість вірян, а саме 4,5 тис.. 3 квітня 2002 року синод РПЦвУ вирішив прославити у лику святих почаївського старця — схиігумена Амфілохія. Чин прославлення преподобного Амфілохія у лику святих був здійснений 12 травня 2002 року в Успенському храмі Почаївської Лаври; 13 травня мощі преподобного були перенесені з Успенського собору в розташовану під ним церква — крипту преподобного Іова Почаївського, де спочивають поруч з мощами останнього.
Разом з тим у 1990-ті роки на території Лаври було спалено книжки, які правдиво відображували історію святині, серед них книга вихідця з Кременеччини С. Антоновича (Семена Антоновича Жука) «Короткий історичний нарис Почаївської Успенської лаври» та книга митр. Іларіона (Івана Огієнка) «Свята Почаївська Лавра».

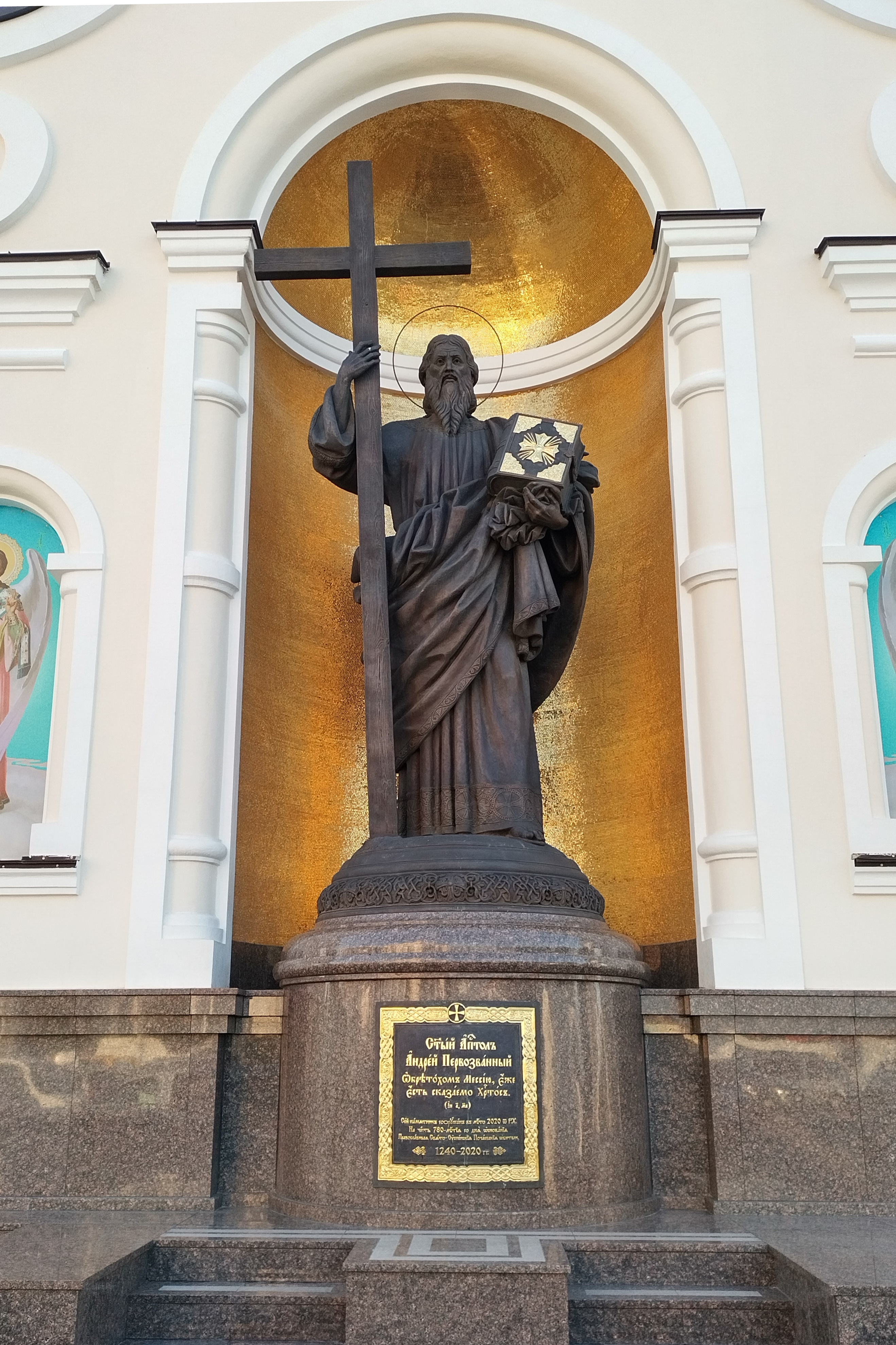
Пам'ятник Апостолу Андрію Первозваному

17 липня 2003 року уряд Віктора Януковича прийняв розпорядження № 438-р «Про виключення зі складу Кременецько-Почаївського державного історико-архітектурного заповідника споруд Почаївської Свято-Успенської лаври», лавру передали на 49 років у безкоштовне користування представникам РПЦвУ. Через це у лаври в 2009–2010 роках були проблеми з Тернопільською облрадою, яка хотіла повернути монастир до заповіднику. На думку деяких російських журналістів, станом на 2013 лавра — осередок, який об'єднує консервативні елементи котрі підтримують Московський патріархат і Лавра, станом на травень 2014 року — описана як «„русский мир“ посеред „бандерівців“, її територія охороняється „казаками“». Таке відображення в російських кругах тільки розігріло підозри про політичне, анти-Українське втручання Московського патріархату, під час війни на Донбасі.
Під час Революції гідності та початку Російсько-української війни навколо Почаївської лаври розгорнулися скандали. 24-25 лютого 2014 року через непідтверджені чутки про вивіз із лаври святинь, переховуванні на території монастиря відстороненого від влади Віктора Януковича та тітушок в лаврі з прилеглою територією зібралося багато представників Московського патріархату, що намагалися не допустити «захоплення» лаври шляхом провокації та противників МПвУ (представників Київського патріархату, патріотично налаштованих громадян, які виступали проти втручання Московського патріархату в політику, зокрема в анти-Українську полеміку). В результаті після непідтвердження неправдивих чуток і неагресивній поведінці обох таборів все завершилося мирно.
У травні 2014 року депутати Тернопільської облради звернулись до уряду з вимогою повернути архітектурному комплексові «Почаївська лавра» статус державного заповідника і скасувати постанову уряду прихильника «русского міра». 3 липня 2014 року на сесії обласної ради депутати прийняли звернення до Прем'єр-міністра України Арсенія Яценюка щодо скасування розпорядження Кабінету Міністрів України від 17 липня 2003 року № 438-р.
У березні 2015 року журналісти ТСН виявили, що під прикриттям Почаївської лаври сепаратисти друкували антиукраїнську літературу на Заході країни (намісник лаври засудив такі дії провокаторів і пообіцяв знайти винних у розповсюдженні антиукраїнської літератури через Церкву. В липні 2015 року намісник лаври митрополит Володимир звернувся до президента, СБУ та МВС щодо запобігання ними імовірних провокацій, що мають на меті зробити (можливий) наклеп на лавру (підтримці сепаратистів) і захопити лавру.

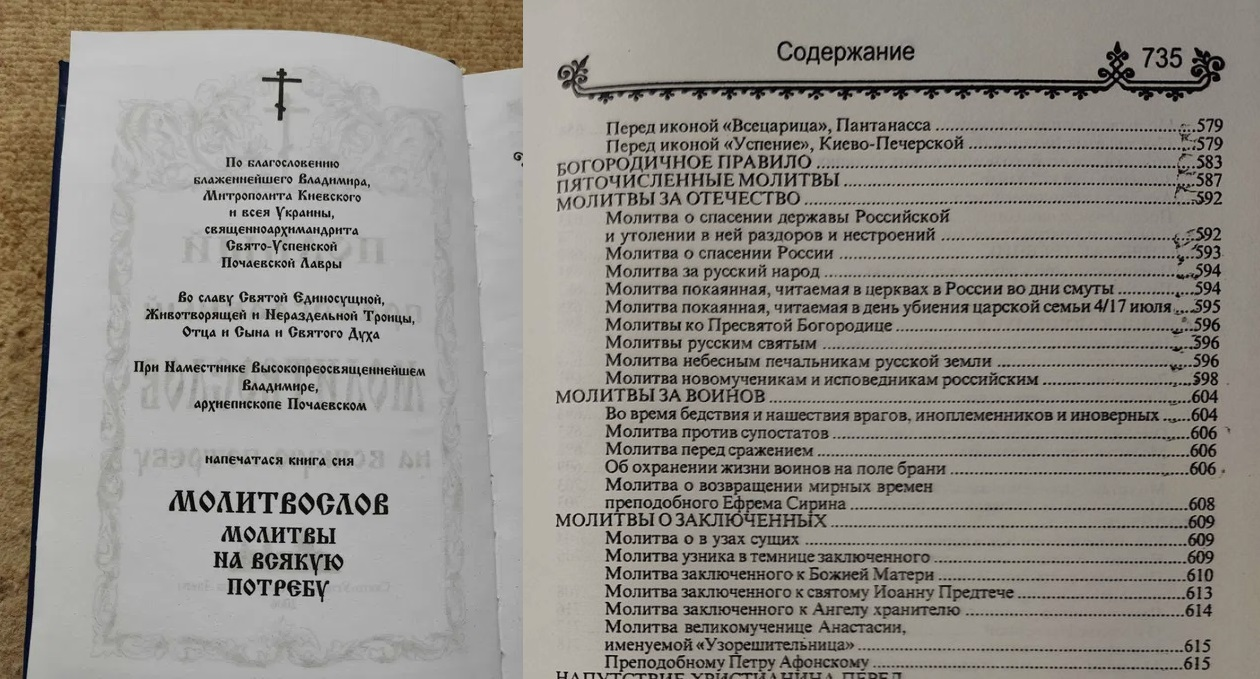
Молитви за вітчизну — Росію. Фрагмент книги «Повний православний молитвослов на всяку потребу», видання Свято-Успенської Почаївської Лаври (УПЦ МП), 2014

У травні 2016 року депутати Тернопільської обласної ради прийняли одноголосно за звернення до Президента і Кабміну стосовно повернення Почаївській лаврі статусу державного заповідника.
Наприкінці 2018 року комісія Мін'юсту на своєму засіданні задовольнила скаргу Кременецько-Почаївського державного історико-архітектурного заповідника, який просив скасувати рішення про державну реєстрацію права користування на комплекс споруд Свято-Успенської Почаївської Лаври за релігійною організацією Почаївська Свято-Успенська Лавра.
28 листопада 2018 року Кабінет Міністрів України повернув до складу Кременець-Почаївського державного історико-архітектурного заповідника споруди Почаївської Свято-Успенської лаври (Почаїв, Тернопільська область).

### Захворювання на коронавірус
23 березня 2020 року захворіла група молдовських туристів, що повернулася з Почаївської лаври: вірус виявили у 8 паломників. Незважаючи на численні докази, представники лаври заперечили ці дані.
1 квітня повідомили про жителя Шепетівки, який, ймовірно, заразився в Почаївській лаврі.
3 квітня 2020 року зачинили на ізоляцію Почаївську лікарню, оскільки в 4 медсестер виявили вірус. Двоє медиків залишилися вдома, двоє — у лікарні. Стан їхній задовільний, у них легкі симптоми. Це єдина лікарня в місті, яка мала лікувати хворих на коронавірус. У лікарні було всього 4 місця, де планували лікувати інфікованих, два з них зайняли інфіковані медики. З двох апаратів ШВЛ працює лише один. Допомагати медикам прийшли волонтери, які закупили необхідні речі.
Станом на 6 квітня на сайті лаври закликають причащатися в лаврі і висміюють карантин, розмістивши карикатуру, де карантинні дії порівнюють із діями Гітлера та Леніна.
17 квітня стало відомо, що на території лаври міг статися масштабний спалах вірусу, про який московська влада релігійного закладу не повідомляє владі України. Настоятель церкви не контактує з медпрацівниками. За даними головного санітарного лікаря області Оксани Чайчук, нещодавній спалах коронавірусу у Шумському районі ймовірно пов'язаний саме з Почаївською лаврою. Коронавірус було підтверджено у співробітників бухгалтерії Шумської лікарні, а також у головного лікаря та медичного персоналу.
Назважаючи на заборону влади, 19 квітня в лаврі провели службу, де перебувала велика кількість людей без масок, і які не дотримувались вимог щодо дистанції. З огляду на це поліція відкрила кримінальне провадження за ст. 325 (Порушення санітарних правил і норм щодо запобігання інфекційним захворюванням та масовим отруєнням).

### Зміна церковної належності
На початку 2023 року почалося повернення Почаївської лаври державі через те, що термін угоди про оренду з РПЦвУ завершився. Керівник монастиря РПЦвУ на території лаври митрополит Володимир (за версією Москви) не допустив представників заповідника до церкви, через що було заплановано відкрити кримінальне провадження щодо перешкоджання користуванню майном держави.
14 серпня 2024 року суд повернув у власність держави "приватизований" в 2004 році комплекс будівель Свято-Духівського Почаївського чоловічого монастиря.

## Розслідування

### Розпалювання ворожнечі та ненависті
30 листопада 2023 року СБУ провела обшуки в приміщеннях лаври в межах розслідування причетності її керівництва до розпалювання ворожнечі та ненависті. Було відкрито кримінальне провадження за статтею про порушення рівноправності (ст. 161 ККУ). За даними слідства, на сайті монастиря були публікації, які ображали іудеїв і розпалювали релігійну ворожнечу до представників інших церков, окрім РПЦвУ. Також у дописах ставили під сумнів існування України як держави окремо від росії.

### Збереження державного майна і охорона культурної спадщини
В липні 2024 року комісія Міністерства культури та інформаційної політики України під час перевірки державного майна Почаївської лаври, що перебувавало в безплатному користуванні УПЦ МП, виявила порушення. Зі звіту комісії стало відомо, що РПЦвУ не дотримувалася вимог закону «Про охорону культурної спадщини», зокрема п.1 ст. 26 щодо отримання дозволів на консервацію, реставрацію, музеєфікацію, ремонт, пристосування пам'яток. Також не дотримано вимог ст. 24 закону «Про охорону культурної спадщини» щодо неможливості змін пам'яток.
Організація самовільно провела ремонт, добудову, зміну конструктивних елементів, опорядження і реставрацію будівель без дозволів та документації, що призвело до неналежного утримання пам'яток та втрати автентичних елементів опорядження пам'яток, збільшення навантаження на конструкції. Перевірка стану збереження творів іконопису виявила відсутність значної частини ікон, що є пам'ятками культурної спадщини, записаними під час інвентаризації 1967 року.
Монастир Московського патріархату в Свято-Успенській Почаївській лаврі відразу після проведеної комісією Міністерства культури та інформаційної політики перевірки продовжив самовільне будівництво.

## Монастирські свята
- головним престольним святом лаври є Успіння Пресвятої Богородиці (15 (28 серпня))[56]
- Почаївської ікони Божої матері (23 липня (5 серпня))
- преподобного Іова Почаївського (6 (19) травня та 28 жовтня (10 листопада), 28 серпня (10 вересня) знайдення мощей[57])
- преподобного Амфілохія Почаївського (19 грудня (1 січня) та 29 квітня (12 травня))
- Похвала Пресвятої Богородиці (перехідне святкування у суботу п'ятого тижня Великого посту)
- ікони Божої Матері «Живоносне джерело» (перехідне святкування у п'ятницю Світлої неділі)
- великомучениці Варвари (4 (17) грудня)
- Собор Волинських святих (10 (23) жовтня)

## Святині монастиря

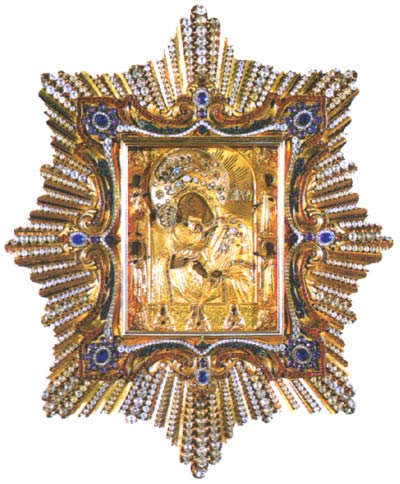
Почаївська ікона Божої Матері

До святинь належать: слід стопи Матері Божої з джерелом цілющої води, її чудотворна ікона, мощі преподобних Іова Почаївського та Амфілохія Почаївського.
В Успенському соборі:
- за невеликою латунною огорожею біля першої колони є слід правої Стопи Пресвятої Богородиці. Над Стопою, подібно древньому вівтарю, ковчег з шовковим платом. На платі — зображення Стопи Богородиці, за ним на стіні відлите з бронзи, прикрашене золотом, сріблом барельєфне зображення явлення Богоматері. Під ковчегом — на камені знаходиться слід Стопи, з якого б'є джерело.
- над Царськими вратами, у зіркоподібному, сяючому різнокольоровими каменями кіоті — чудотворна Почаївська Ікона Богородиці — друга Лаврська святиня, яку подарував 1559 року грецький митрополит Неофіт місцевій поміщиці Ганні Гойській.

Ікона писана візантійським стилем на невеликій липовій дошці. Богородиця прихилила свій лик до Сина, якого тримає на правій руці, в лівій — плат, їм Вона прикриває ноги Богонемовляти. Десниця Ісуса піднята для благословення всіх, для кого Він — «шлях, істина і життя». На голові у Богоматері і Спасителя прикрашені корони. З обох сторін і внизу на іконі є невеликі зображення святих: праворуч — пророка Іллі, мученика Мини, ліворуч — первомученика Стефана, преподобного Авраамія, внизу — великомучениці Катерини, праворуч від неї — святої Параскеви, ліворуч — святої Ірини.
Дізнавшись чудодійну силу Почаївської Ікони Божої Матері після зцілення свого сліпонародженого брата Пилипа, Ганна Гойська 1597 року передала святиню Почаївському монастирю.
У підземному храмі на честь Іова Почаївського знаходяться святі мощі Іова та Амфілохія Почаївських.

## Споруди

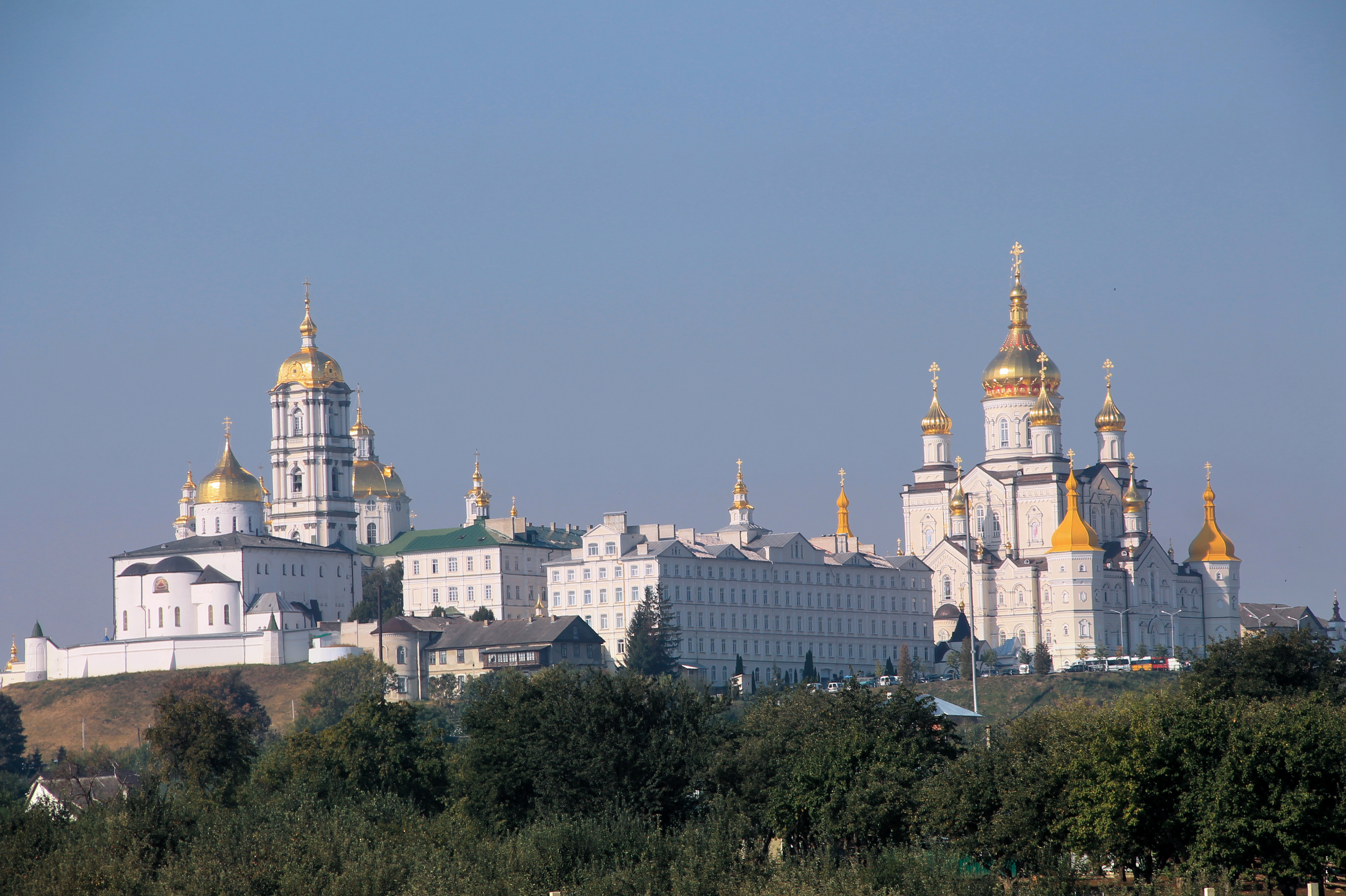
Загальний вигляд Почаївської лаври, 2015

- Свято-Успенський собор (1771—1782 pp., арх. Г. Гофман)
- Підземний храм на честь Йова Почаївського (1774 р.)
- Келії (1771—1780 pp.)
- Церква Всіх Святих (кінець XVIII ст.)
- Каплиця над колодязем преподобного Йова (кінець XVIII-ХІХ ст.)
- Архієрейський дім (1820—1825 рр.)
- Надбрамний корпус (Святі ворота) (1835 p.)
- Економічні ворота
- Церква преподобних Антонія та Феодосія Печерських (1858—1860 рр.)
- Церква Похвали Пресвятої Богородиці (Тепла церква) (1862 р.)
- Дзвіниця (1861—1871 pp., арх. Раструханов) заввишки 65 м
- Будинок Почаївскої духовної семінарії (1860-1870-ті рр.)
- Храм на честь Великомучениці Варвари (1888 р.)
- Троїцький собор (1906—1912 pp., арх. А. Щусєв)
- Каплиця на честь 400-річчя перенесення Почаївської чудотворної ікони Божої Матері (1997 р.)
- Каплиця на честь 2000-річчя Різдва Христового (2000 р.)
- Літній вівтар
- Преображенський собор (2013 р.)

|                                    |
| Успенський собор Почаївської лаври |

|                                   |
| Троїцький собор Почаївської лаври |

|                                           |
| Підземний храм на честь Іова Почаївського |

|                                      |
| Храм на честь Великомучениці Варвари |

|          |
| Дзвіниця |

|                                  |
| Надбрамний корпус (Святі ворота) |

|                   |
| Архієрейський дім |

|                              |
| Почаївська духовна семінарія |

|                                               |
| Каплиця на честь 2000-річчя Різдва Христового |

|                                                                                   |
| Каплиця на честь 400-річчя перенесення Почаївської чудотворної ікони Божої Матері |

|               |
| Літній вівтар |

|                  |
| Водонапірна вежа |

## Святі монастиря
- Преподобний Мефодій Почаївський — перший настоятель і засновник (1220 р.)
- Преподобний Йов Почаївський (1550—1651 рр.)
- Преподобний Амфілохій Почаївський (1894—1971 рр.)

|                     |
| Мефодій Почаївський |

|                 |
| Іов Почаївський |

## Намісники монастиря
1. Преподобний Мефодій Первоначальник Почаївський (кінець XII — початок XIII століття)
2. Преподобний Іов Почаївський (1604—1648)
3. Самуїл (Добрянський) (1648—1658)
4. Дорофей (Третьякович) (1658—1659)
5. Досифей (1659—1666)
6. Ефрем (Шацький) (1666—1668)
7. Софроній (Подчаєвський) (1668—1669)
8. Калліст (Мековський) (1669—1675)
9. Феодосій (Левицький) (1675—1683)
10. Іосиф (Добромирський) ((1675) 1683—1689)
11. Кассіан (Рибчинський) (1689—1690)
12. Євфимій (Моравський) (1690—1693)
13. Іннокентій (Ягельницький) (1693)
14. Іакінф (Жуковський) (1693—1699)
15. Іосиф (Саєвич) (1699—1711)
16. Лука (Палеховський) (1711—1714)
17. Юстиніан (Радзикевич) (1714—1715)
18. Арсеній (Качеровський) (1715—1716)
19. Пахомій (Заблоцький) (1716—1720)
20. Гедеон (Левицький) (1720)
21. Антоній (Рафальський) (1832—1834)
22. Григорій (Немоловський) (1834—1848)
23. Неофіт (Лелннович) (1848—1860)
24. Архімандрит Амвросій (Лотоцький) (1860—1865)
25. Архімандрит Феодосій (1865—1868)
26. Архімандрит Павло (липень 1868 — грудень 1868)
27. Архімандрит Михайло (1868—1871)
28. Архімандрит Смарагд (1871—1872)
29. Архімандрит Іоанн (Якубович) (1872—1883)
30. Архімандрит Геронтій (1883—1884)
31. Архімандрит Валентин (1884—1886)
32. Архімандрит Модест (Стрільбицький) (1886—1891)
33. Архімандрит Іриней (1891—1895)
34. Архімандрит Філарет (1895—1900)
35. Архімандрит Амвросій (Булгаков) (9 вересня 1897 — вересень 1909)
36. Архімандрит Тимолай (Єрін) (1905—1912)
37. Архімандрит Паїсій (1912—1920)
38. Архімандрит Дамаскін (Малюта) (1920—1931)
39. Архімандрит Паїсій (1931 (повторно))
40. Архімандрит Никодим (Гонтаренко) (1931—1932)
41. Архімандрит Пантелеймон (Рудик) (1931—1940)
42. Архімандрит Панкратій (Гладков) (1941—1943)
43. Архімандрит Панкратій (Кашперук) (1943—1946)
44. Архімандрит Єлисей (Абрамчук) (1946)
45. Архімандрит Іосиф (Забарний) (1946—1950)
46. Архімандрит Іннокентій (Леоферов) (1950—1953)
47. Архімандрит Севастіан (Пилипчук) (1953—1962)
48. Ігумен Варфоломій (Бабяк) (1962—1964)
49. Архімандрит Августин (Шкварко) (1964—1970)
50. Архімандрит Самуїл (Волинець) (1971—1974)
51. Архімандрит Яків (Панчук) (1974—1982)
52. Архімандрит Миколай (Шкрумко) (1982—1985)
53. Архімандрит Марк (Петровцій) (1985—1988)
54. Архімандрит Онуфрій (Березовський) (1988—1990)
55. Єпископ Яків (Панчук) (1990—1992)
56. Єпископ Феодор (Гаюн) (1992—1996)
57. Митрополит Володимир (Мороз) (з 1996)

## Монастирські художники
- Гусаківський Юрій, також Геннадій (1725—1770) — чернець, живописець з Волині.

## Почаївська лавра на картинах Т.Г.Шевченка

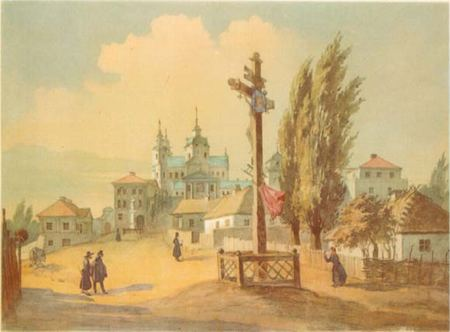
Почаївська лавра з заходу. 1846. Акварель
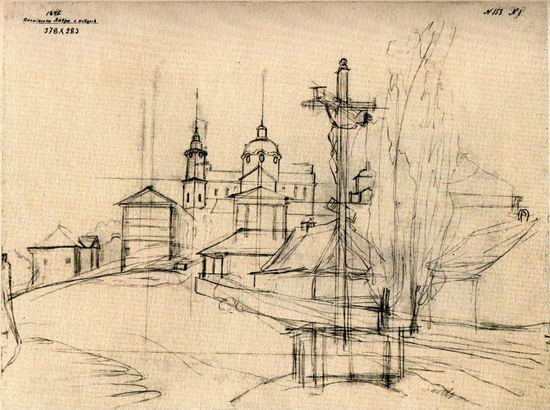
Почаївська лавра з заходу. Начерк. Олівець
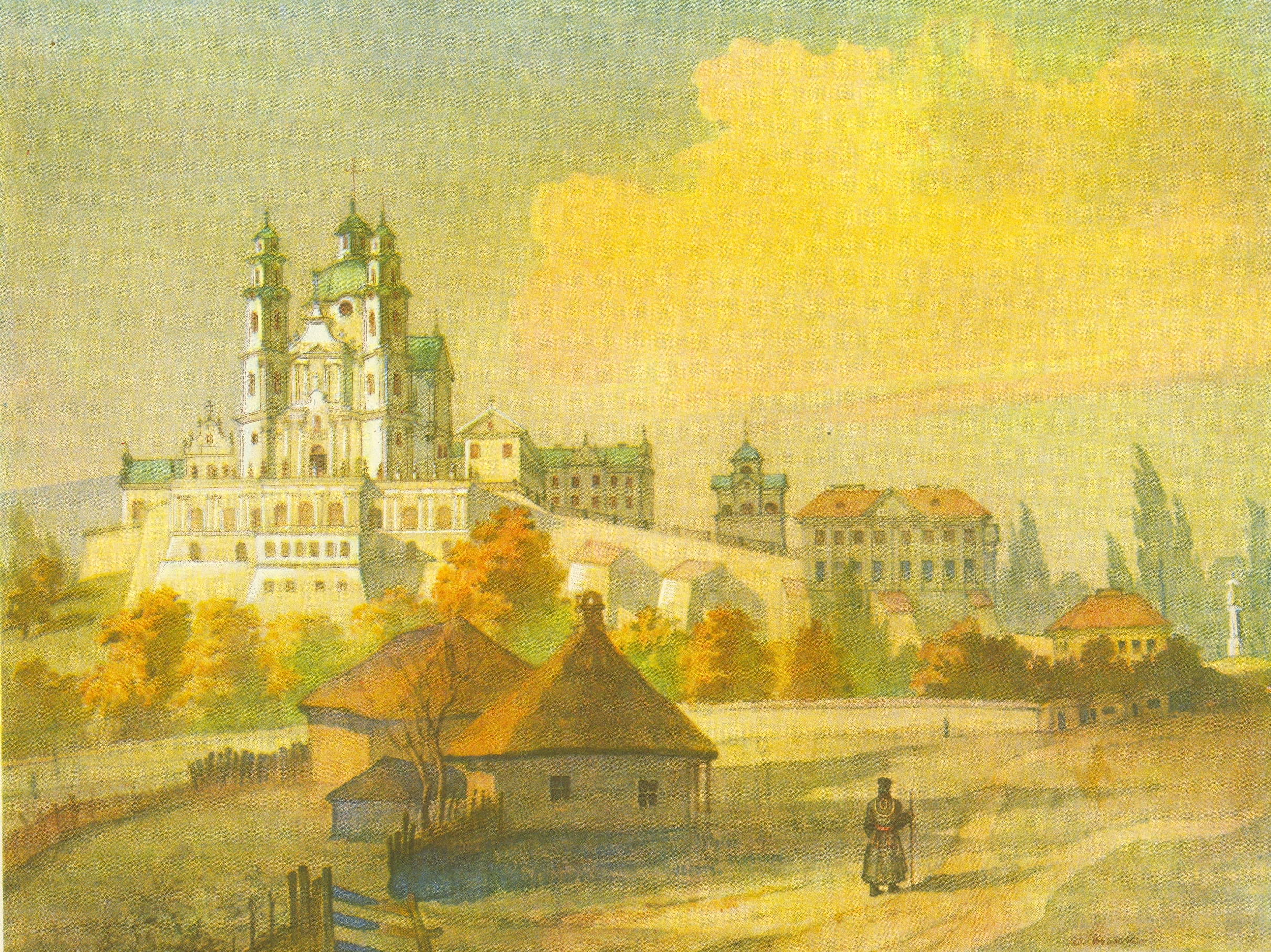
Почаївська лавра з півдня. 1846. Папір, акварель
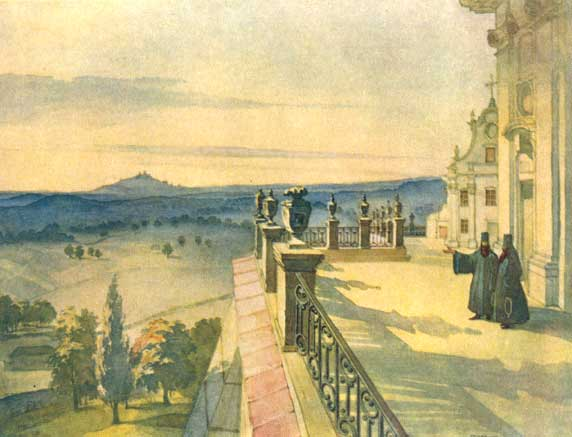
Вид на околиці з тераси Почаївської лаври. Акварель. (1846)
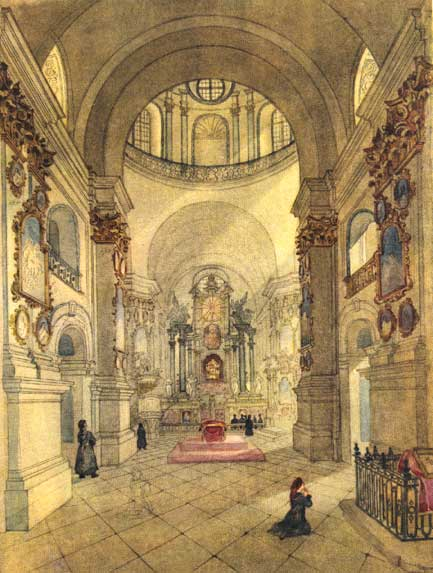
Собор Почаївської Лаври (внутрішній вигляд). Акварель. (Жовтень 1846)

## Відео
- «Ви — служитель диявола». Коли з Почаївської лаври виселять УПЦ МП / hromadske